# 首長黃道蟹
首長黃道蟹（Cancer magister），又名邓杰内斯蟹（Dungeness crab）、鄧金斯螃蟹、珍寶蟹、唐金蟹、黃金蟹或鄧津蟹，是黃道蟹科黃道蟹屬的一個蟹種，通常栖息于从阿拉斯加的阿留申群岛到美国加州的圣塔克鲁兹漫草丛生的海床及水底，是北美洲西海岸盛產的一種食用蟹。這種蟹得名於美国华盛顿州的老镇邓杰内斯，位於史魁恩以北8公里，安吉利斯港以東25公里。

## 特徵

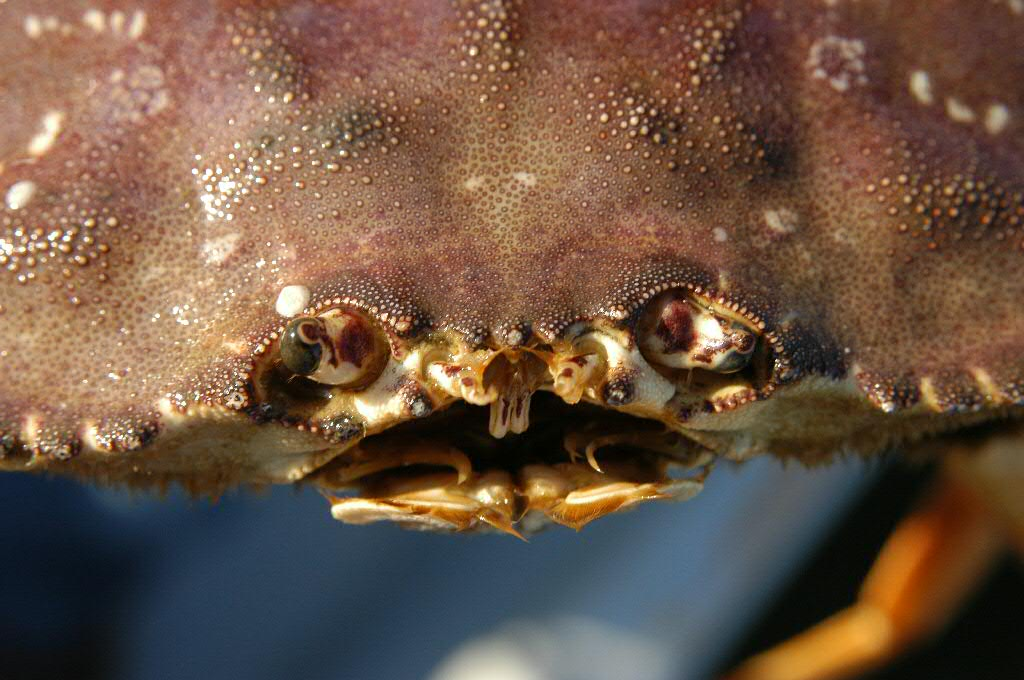
頭部特寫

蟹殼背部呈淡紅至棕色，有些前面有紫色斑點，下腹為白色至淡橘色，蟹鉗為白色，最後尾節尖端呈圓形。大部分的重量為680克至1.4公斤。Cancer gracilis 大概是唯一容易和首長黃道蟹搞混的種類，兩者的螯端皆為白色。不過，首長黃道蟹的螯是明顯的鋸齒狀；C. gracilis的螯則較平滑。另外，首長黃道蟹步足的末三節有毛，C. gracilis 則無毛。

## 生態
在华盛顿州附近海域，邓杰内斯蟹的直径可达25厘米，但通常直径小于20厘米。日常在市場上可以買得到的蟹，最小的也有兩磅重。由於蟹的蟹甲宽而坚硬，邓杰内斯蟹在第一年需更换6次蟹甲，第二年需再更换6次蟹甲才能達到性成熟。它的主要食物包括蚌类、小型甲壳类动物和小鱼，但它也可以腐食为生；食物短缺時，也會出現同類相食的現象。天敵包括章魚、大型魚類、海獺和人類。在受到天敌威胁时，它可完全藏於沙中。
在交配季节，雄蟹受到雌蟹尿液中的信息素吸引而寻找雌蟹。雌雄蟹在交配前会拥抱数天。雌蟹在交配的数月以后产卵，雌蟹在交配後可攜帶50至200萬顆卵。这些卵会附着在雌蟹的腹部3到5月，直至孵化。新生的小蟹即会游泳。在出生后的两年当中，小蟹要经历约十次蜕壳才能成为成年蟹。

## 商業捕蟹與保育

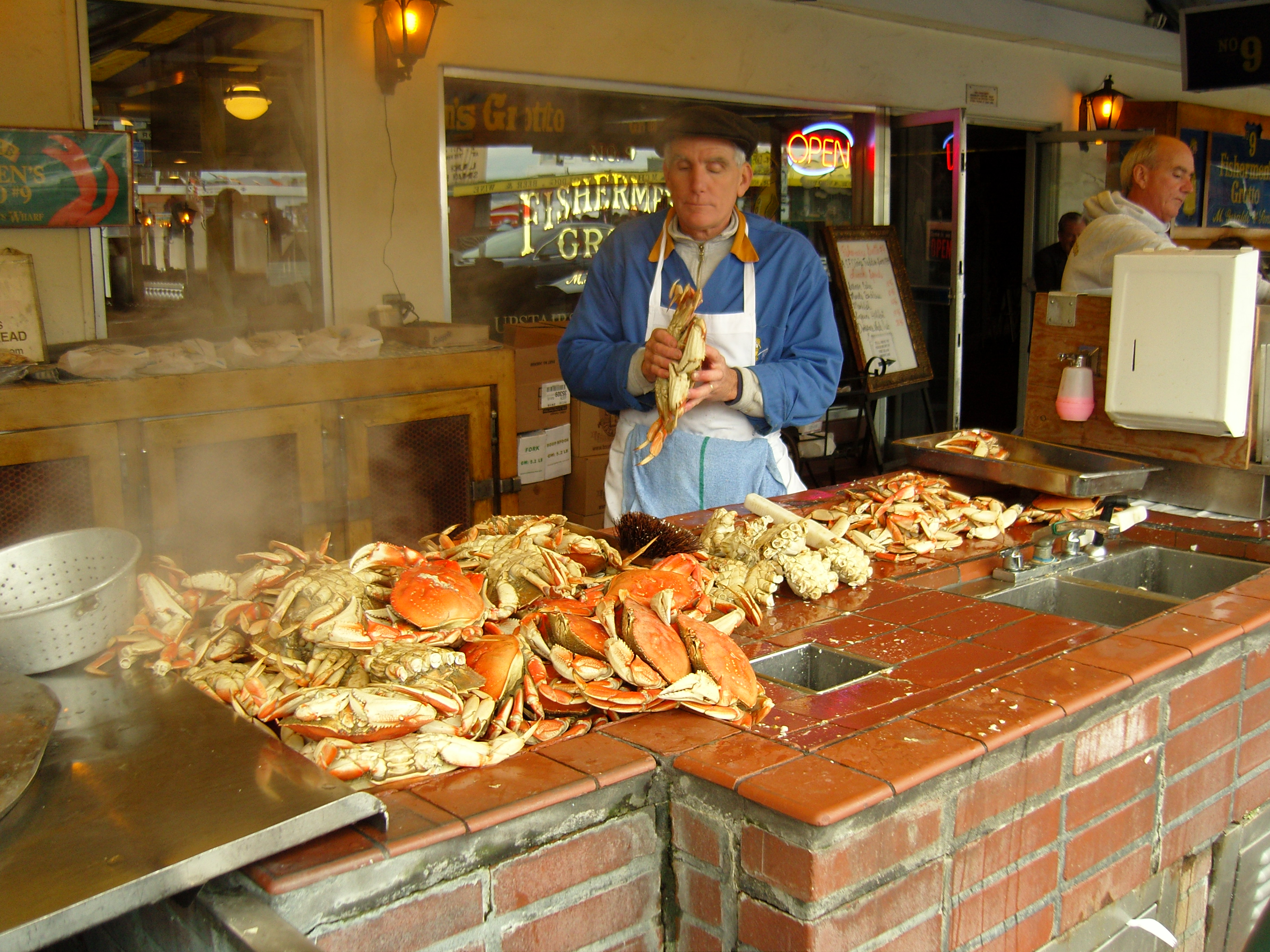
舊金山漁人碼頭街頭的螃蟹小吃

首長黃道蟹的蟹肉质鲜美，是東北太平洋沿岸重要的商业蟹类。單是加州中部 (舊金山、蒙特利地區) 的魚場，一年平均便可捕獲200萬磅。
商業捕蟹僅限於尺寸6.25英寸（15.9 公分）或更大的雄蟹。雌蟹需立即釋放。這確保螃蟹一年至少有一次繁殖季。捕蟹季通常開始於12月1日，當蟹殼已經長硬，這表示殼內已經長好結實的肌肉。在捕撈季開始前會有測試，確定螃蟹平均至少有25％的蟹肉含量。蟹肉含量一般由13至30％不等，取決於脫殼及繁殖時間和環境因素，如食物和海洋條件等。此蟹全年都可在加拿大海域捕獲，尤以5月至10月為量產。
肉質細嫩、味道鮮美，帶有淡淡堅果香味，身體部位肉質滑嫩，腳肉較為紮實，主要原因是黃金蟹可以不同方向的移動，而且必要時可以相當快速。可煎、炸、蒸、煮，或與其他海鮮混合烹調。通常以活蟹方式運送至全球各地，也有以加工及新鮮現煮或去殼蟹肉方式販售。
可持續海鮮評級機構“Seafood Watch”對於現時首長黃道蟹的保育給予了「最佳選擇」（Best Choice）的評價。
2009年，來自俄勒岡州西北部克拉克默斯縣西林恩的日落小學學生的游說，基於首長黃道蟹對俄勒岡州經濟的重要性，建議把首長黃道蟹訂定為「州蟹」；議案於同年尾通過。

## 外部連結
- . ITIS.
- Washington Fish and Wildlife （页面存档备份，存于）